# Barbara Brändli
Pour les articles homonymes, voir Brändli.
Bárbara Brändli (ou Barbara Brandli), née à Schaffhouse le 21 novembre 1932 et décédée en 2011 à Caracas, est une photographe suisse, qui a notamment contribué au développement de la photographie anthropologique et de la photographie sud-américaine contemporaine ,.

## Éléments de biographie
Après avoir étudié le ballet à Genève et à Paris, où elle a aussi travaillé comme modèle dans le monde du mannequinat pour le magazine Harper's Bazaar, elle  épouse un Vénézuélien et part s'installer à Caracas (en 1959) où elle se lie avec le designer John Lange et diverses personnalités du monde culturel vénézuélien.
Là elle commence une carrière de photographe, apprenant le métier en observant le travail d'autres photographes. Elle dédie sa vie de photographe à deux grands thèmes : * une exploration et documentation du monde de la danse, de la musique, du théâtre et des œuvres urbaines. Ses photos illustreront ainsi deux livres qui l'ont rendu célèbres et pionnière du livre de photo en Amérique latine : Durées visuelles (1963) et Sistema Nervous (1975), mis en page par John Lange,.
L'autre partie de son œuvre débute dans les années 1960, quand elle se passionne pour plusieurs peuples premiers du Venezuela. Elle entame alors un long  travail photographique d'intérêt anthropologiques, en visitant des tribus amérindiennes n'ayant alors eu que très peu de contacts avec la civilisation occidentale. En 1962, elle en tire le matériel d'une exposition sur les rites sacrés des Yanomami, au Musée des beaux-arts de Caracas.
Lors de ses voyages, elle réalise également des films et des enregistrements d'activités, de chants et danses traditionnels (ex : Musique des indiens Yecuana au Venezuela, enregistrée avec Walter Coppens et Jean-François Nothomb). C'est elle qui a  - pour la première fois - filmé la préparation du curare chez les Sanema, un sous-groupe amérindien des Yanoama (aussi appelé Waika). La méthode de fabrication de ce puissant poison était antérieurement jalousement gardée et surveillée par ces Indiens. Le film montre les phases de la préparation du poison, mais aussi les tabous observés lors du processus de fabrication,.
En 1966, pour ces deux pans de son travail, elle est récompensée par le Prix national de la photographie (partagé avec Claudio Perna).

## Œuvre
Parmi ses œuvres les plus connues figurent des séries de photographies consacrées aux groupes ethniques amérindiens indigènes de l'Orénoque supérieur : Sanemá, Yekuana et Yanomami). De 1964 à 1968 elle a été engagée par le Centre latino-américain (Latin American Center) de l'UCLA pour mener une étude photographique documentant la vie chez les Makiritares, période conclue par une exposition faite en 1968 à l'Latin American Center.
De 1962 à 1975, elle réalise par ailleurs des photographies de danse et de théâtre, mais aussi un reportage sur les Andes vénézuéliennes, tout en poursuivant ses recherches et illustrations photographiques sur la vie et les rites des différentes cultures et peuples du Venezuela.
Elle est co-auteur de Duraciones visuales (1963), sur la danse vénézuélienne, avec des textes de Sonia Sanoja.
En 1974, elle publie Los hijos de la luna (Les enfants de la lune), un ouvrage qui sera réédité dix ans plus tard, où ses photos illustrent la vie quotidienne, les croyances, les rituels des sociétés amérindiennes Makiritare, Sanema et Yanomami. La première édition est publiée par les éditions du Congrès de la République. La maquette est faite par John Lange et Cornelis Zitman.
En 1975, Sistema nervioso est un recueil de 150 pages de photographies, dédiées à la ville de Caracas. Ce travail est parfois présenté comme un "manifeste pop". La ville y est indirectement présentée via des vues fragmentaires de murs, des effets d'ombres et de lumière, des éléments de signalisation, de publicité et d'architecture urbaine. Des personnages isolés... Sa mise en page et construction a été également faite Avec son ami et directeur artistique, John Lange. Les textes sont de Roman Chalbaud.
Un livre Así, con las manos (1976, 1979) est consacré à l'artisanat vénézuélien traditionnel (tressage à base de végétaux notamment).
Puis dans les années 1980, Los páramos van quedando solos (1981, 1986) sera l'un de ses ouvrages les plus connus, consacré à l'agriculture dans les Andes vénézuéliennes. Ses études les plus récentes portent sur les Andes et sur l’idée de retrouver les mythes de l’histoire précolombienne.
En 1997, elle publie Los sonidos del silencio.
Elle enregistre également des œuvres d'artistes tels que Harry Abend et Cornelis Zitman.

## Dans les revues
Nombre de ses photos ont été publiées dans les revues Du (Zurich (publié en Suisse), Geo Magazin (publié à Hambourg en Allemagne), et dans Photo Magazine (publié à París) et dans  M (publié à Caracas).

## Expositions individuelles
- 1961 : “Duraciones visuales” ("durées visuelles"), MBA
- 1962 : MBA
- 1997 : Fondation du groupe Corp, Caracas

## Prix
- 1994 : Prix national vénézuélien de la photographie (partagé avec Claudio Perna)

## Collection
Lors de son travail sur l'artisanat andin, elle s'est liée d'amitié avec des artisans, et s'est fait une collection de tissages.

## Après la mort de Brändli
Son travail sera sauvé et mis en valeur par le chercheur espagnol Horacio Fernández. Ce dernier organise une exposition (galerie Le Bal à Paris, 2012) et publie un livre de photo (2011).
Fin 2018, en partenariat avec l'Urban Photography Archive, La Fábrica publie un livre sur Barbara Brändli, avec l'aide d'Eduardo Castro, et des textes de Michel Otayek, dans la collection Photobolsillo (ecd : Biblioteca de autores Latinoamericanos).
Vingt pièces de sa collection de tissages andins ont fait l'objet d'une exposition

### Films, vidéographie, catalogue
- APA Taylor, K., & Manzardo, A. (1972). Curare. A film by BARBARA BRAENDLI and DANIEL DE BARANDIARAN. American Anthropologist, 74(4), 1020-1022. (à propos d'un film produit par Barbara Braendli ; 16 mm, couleur, sonorisé, durée 10 minutes).
- Pueblos indígenas de América Latina y el Caribe: catálogo de cine y video. Biblioteca Nacional, 1995.
- Quelques enregistrements numérisés